# Aliganj
Aliganj är en stad i distriktet Etah i den indiska delstaten Uttar Pradesh. Staden hade 28 396 invånare vid folkräkningen 2011.